# 출전
출전(出戰)은 전쟁이나 스포츠 대회 등에 나가는 것을 의미한다.
경기에 나가는 것은 주로 출장이라는 용어를 사용한다.

## 같이 보기
- 출장 (스포츠)